# Butoh

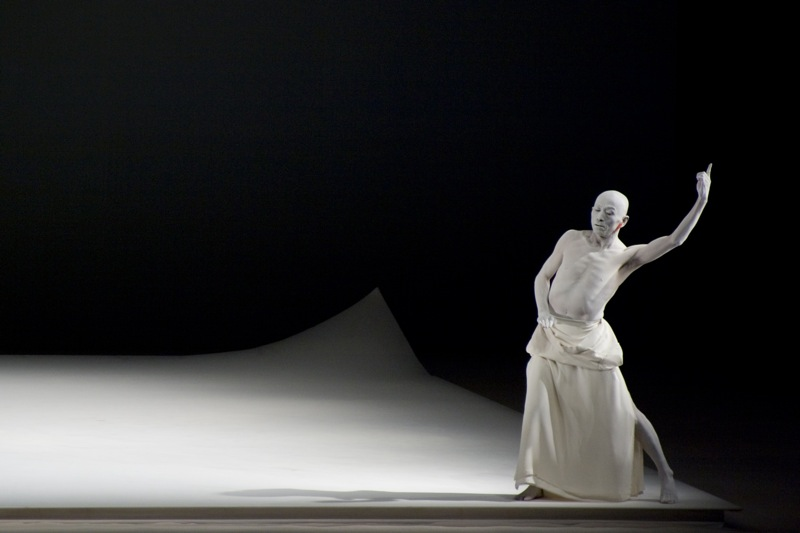
Sankai Juku (Guanajuato Quốc tế Liên hoan Cervantes, 2006)

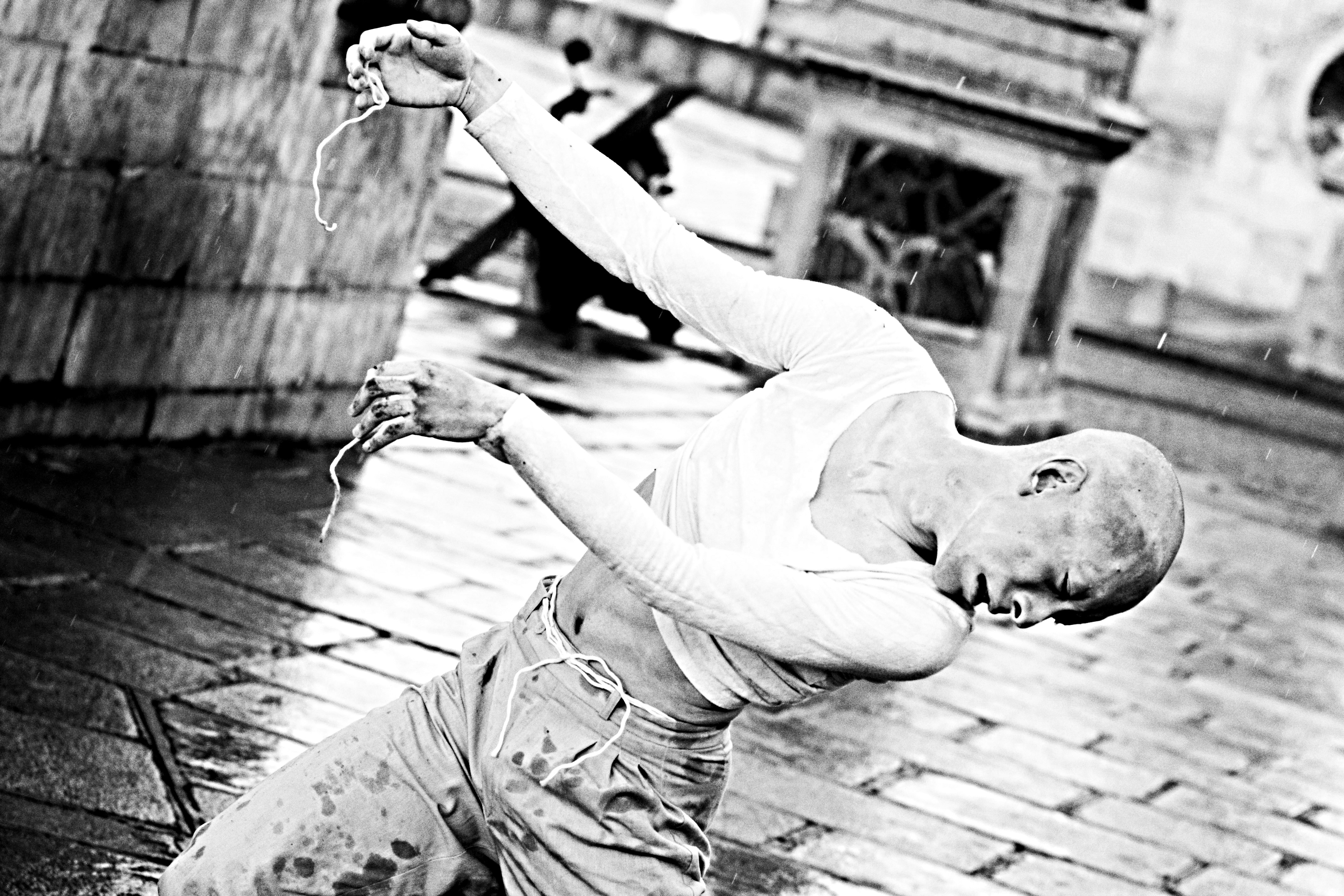
Gyohei Zaitsu đang biểu diễn butoh

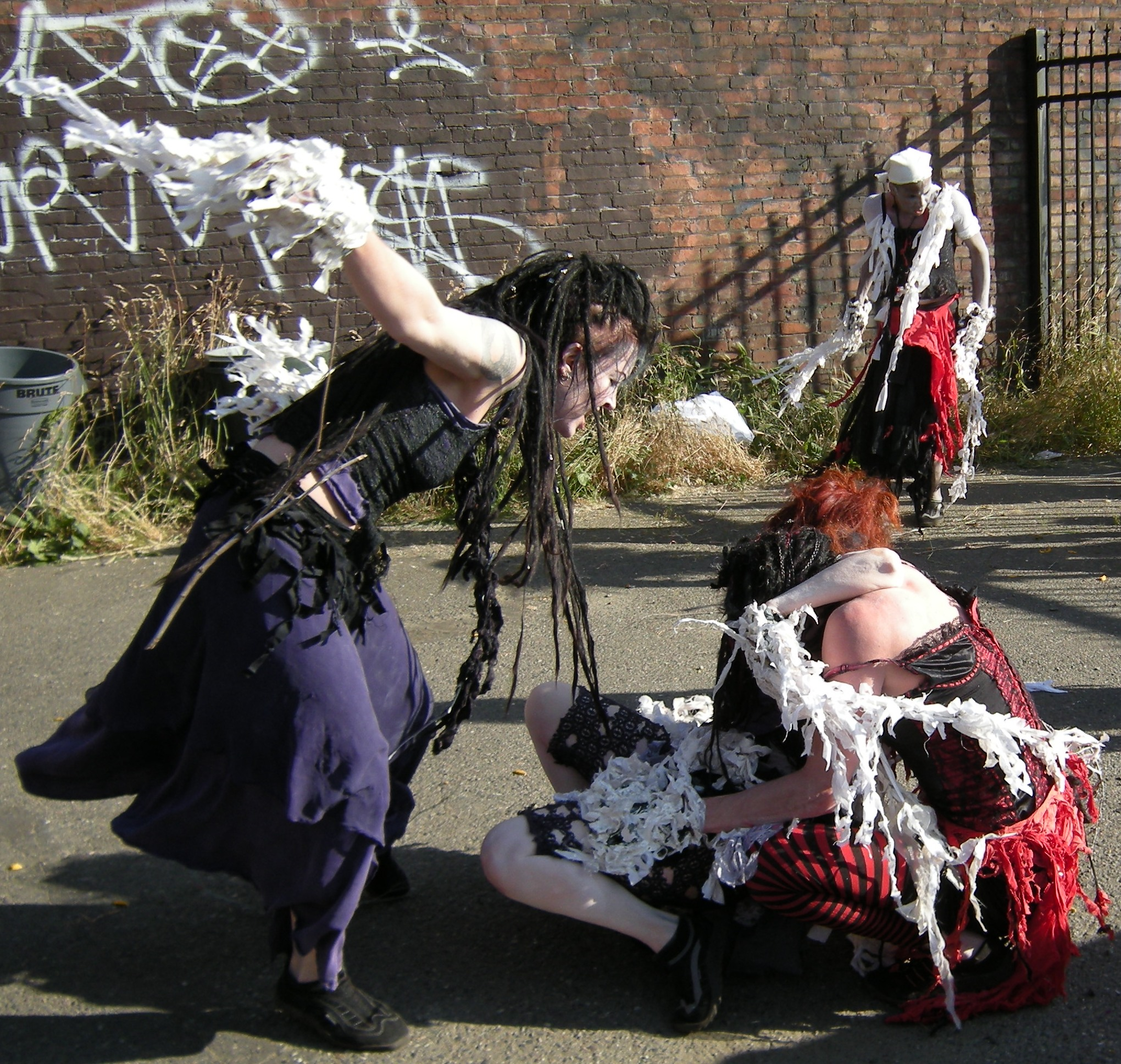
Biểu diễn butoh đường phố tại Seattle, Washington, USA

Butoh (舞踏 Butō) (kanji: 舞踏; hiragana: ぶとう; katakana: ブトウ; hán Việt: Vũ đạp) là một loại hình vũ kịch (kịch múa - dance performance, dance theatre) của người Nhật bao gồm một phạm vi đa dạng của các hoạt động tác (activities), các kỹ thuật (techniques) và các biểu diễn (motivations) của vũ đạo, buổi biễu diễn (performance) hoặc chuyển động (movement).

## Ý nghĩa thuật ngữ
Butoh - Vũ đạp là kịch múa thể hiện ý chí tự do, bước đi, thoát khỏi những chuẩn mực nghiêm khắc và ước lệ của xã hội để xây dựng một hình ảnh nước Nhật mới. Trước đó butoh có tên khai sinh theo cách gọi của người Nhật là ankoku butoh (kanji: 暗黒 舞踏, hiragana: あんこく ぶとう; katakana: アンコク ブトウ; hán Việt: ám hắc vũ đạp) dịch là "vũ đạo của bóng tối" (Dance of Darkness), "vũ đạo hắc ám" ám chỉ điệu nhảy điên loạn của ma quỷ (tạo hình mặt quỷ oni trợn mắt lưỡi dài rung giật), rút ra từ tuồng Noh và Kabuki. Hijikata tìm cách cho công chúng nhìn thấy sự thực rằng vẻ dị hình, xấu xí và hắc ám kia (vốn là những chủ đề thường xuyên bị che đậy, tránh né và bị làm ngơ) đã và đang tồn tại trong chính nước Nhật.
Lưu ý: cần phân biệt 2 chữ tương đồng là "đạp" (踏) trong vũ đạp (舞踏) và "đạo" (蹈) trong vũ đạo (舞蹈).

## Sự hình thành
Sau thế chiến II, butoh phát sinh trong năm 1959 thông qua sự hợp tác giữa hai nhà sáng lập chủ chốt là Hijikata Tatsumi và Ohno Kazuo. Loại hình nghệ thuật này được biết đến là "chống lại tính cố hữu" (resist fixity) và rất khó để định nghĩa, miêu tả. Đáng chú ý, người sáng lập Hijikata Tatsumi xem việc chính thức của butoh với "distress" (sự khốn cùng, kiệt sức, nỗi phiền muộn).
Hijikata bị thu hút bởi những tư tưởng mới lạ của phương Tây, ông đặc biệt cảm hứng từ tranh của Bosch, Breugel và Goya, từ chủ nghĩa siêu thực, Dada, và sau đó là Pop Art của những năm 1960. Và được khởi hứng bởi những nhà văn như Mishima, Lautréamont, Artaud, Genet và De Sade với những cõi kỳ dị. Đồng thời, Hijikata khai phá sự biến chất của thân thể thành những hình thái khác, như của các loại động vật. Ông cũng khai triển một loại ngôn ngữ vũ đạo siêu thực và thi vị, gọi là butoh-fu (vũ đạp phổ) để giúp người vũ công chuyển hóa thành những trạng thái khác trong cõi chúng sinh.
Loại sơn trắng bôi mặt mà vũ công Butoh thường dùng để bôi lên khắp thân thể, vốn được lấy từ tuồng kabuki, trong khi những động tác chậm rãi, đầy ý nghĩa và trì tục giống với động tác của tuồng noh. Sự thiếu vắng vẻ biểu lộ của nhân tính, và muốn thể hiện chính mình với tính cách phi nhân, là đặc điểm chia sẻ giữa tuồng noh và butoh.

## Các loại hình
Biểu diễn vũ đạo body painting vàng (Golden body painting dance show): nghệ sĩ múa cả nam và nữ để ngực trần, bán khỏa thân hay khỏa thân nửa trên (topless), mặc độc chiếc quần lót và được body painting, sơn phết một lớp bột vàng (kim phấn) khắp cơ thể biểu diễn ở lễ hội 大須大道 町人祭 (hiragana: おおすだいどうちょうにんまつり, romaji: daisu daidō chōnin sai, hán Việt: đại tu đại đạo đinh nhân tế) là lễ hội chōnin (町人, đinh nhân, dân làng), một sự kiện diễn ra vào giữa tháng Mười hàng năm ở huyện Ōsu của Nagoya, tỉnh Aichi, Naka-ku biểu diễn bởi vũ đoàn (dance troupe) chuyên nghiệp ngực trần được sơn một lớp bụi/bột màu vàng kim loại lên khắp cơ thể tên là 大駱駝艦 (hiragana: だいらくだかん, romaji: dairakudakan, hán Việt: đại lạc đà hạm) của Nhật Bản.
Loại hình trình diễn này còn có tên gọi sau:
- Ogon bodipeintingu butō shō 黄金ボディペインティング舞踏ショウ
- Kinpun bodipeintingu butō shō 金粉ボディペインティング舞踏ショウ

Trong đó:
- kanji: 黄金 (hoàng kim) hoặc kim phấn (金粉), dùng để chỉ loại bột/bụi vàng mịn trộn với dung dịch sơn tạo thành nhũ vàng (golden nghĩa là bằng vàng)
- katakana: ボディペインティング (Romaji: bodipeintingu), chỉ nghệ thuật body painting hay vẽ cơ thể)
- kanji: 舞踏 (butoh hay vũ đạo): chỉ nghệ thuật múa trình diễn
- katakana: ショウ (Romaji: shō), tức show, màn trình diễn, tiết mục bao gồm cả nghệ thuật trình diễn và nghệ thuật biểu diễn